# Sheepshanks (kráter)

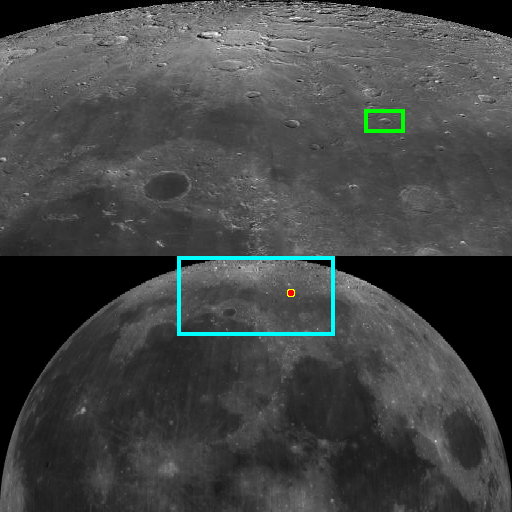
Poloha kráteru Sheepshanks

Sheepshanks je kráter nacházející se na severním okraji východní části Mare Frigoris (Moře chladu) na přivrácené straně Měsíce. Má průměr 25 km. Jihovýchodně od něj se táhne v Moři chladu brázda Rima Sheepshanks.
Severně leží kráter C. Mayer, jižně se na opačném okraji moře nachází výrazný kráter Aristoteles se sousedícím Mitchellem a jihovýchodně lze nalézt malý kráter Galle.

## Název
Mezinárodní astronomická unie v roce 1935 schválila jeho pojmenování na počest Anne Sheepshanksové, sestry anglického astronoma Richarda Sheepshankse a mecenášky podporující astronomii.

## Satelitní krátery
V okolí kráteru se nachází několik dalších kráterů. Ty byly označeny podle zavedených zvyklostí jménem hlavního kráteru a velkým písmenem abecedy.
| Sheepshanks | Sel. šířka | Sel. délka | Průměr |
| ----------- | ---------- | ---------- | ------ |
| A           | 60.0° S    | 19.0° V    | 7 km   |
| B           | 60.3° S    | 21.1° V    | 5 km   |
| C           | 57.0° S    | 18.1° V    | 11 km  |